# Ну, погоди! (выпуск 17)
Ну, погоди! (выпуск 17) — семнадцатый мультипликационный выпуск «Ну, погоди!».
Первый мультфильм из серии, выпущенный после распада СССР. Посвящён 25-летию «Ну, погоди!» и памяти Анатолия Папанова.

## Сюжет
Фильму «Ну, погоди!» 25 лет. В честь этого события: проходит юбилейный концерт с «постаревшими» Волком и Зайцем; Заяц дарит Волку юбилейный торт; с Красной площади запускаются юбилейные воздушные шары.
Волк стал «новым русским». Теперь он имеет: шикарную квартиру; бронированную дверь от бандитов; картину, на которой он в пальто, ушанке и с сигарой во рту опирается на автомобиль марки «Volkvo».
Не выключенный на ночь телевизор, транслирующий фильм ужасов, навевает спящему Волку кошмар, в котором Заяц-оборотень нападает на него.
В ходе погони на воздушных шарах Волк поднимается выше Зайца и попадает в космос.
На воздушном шаре Волк и Заяц попадают на остров.
Зайцы-людоеды, смотревшие «Ну, погоди!» по телевизору фирмы «Nokia», нападают на Волка, однако Заяц завлекает дикарей на ламбаду.
Спасаясь от Зайцев-людоедов на суше и от акулы в море, Волк и Заяц попадают в смерч.
В конце концов Заяц улетает на воздушном шаре, а Волк остаётся в море.

## Съёмочная группа
| Автор сценария            | Александр Курляндский |
| Кинорежиссёры             | Вячеслав Котёночкин, Владимир Тарасов |
| Художник-постановщик      | Алексей Котёночкин |
| Композитор                | Владимир Корчагин |
| Кинооператор              | Людмила Крутовская |
| Звукооператор             | Владимир Кутузов |
| Художники-мультипликаторы | Дмитрий Куликов, Геннадий Сокольский, Андрей Игнатенко, Александр Давыдов, Владимир Никитин, Юрий Кулаков, Владимир Арбеков, Вячеслав Каюков |
| Роли озвучивали           | записи голоса Анатолия Папанова — Волк, Клара Румянова — Заяц                                                                                |
| Художники                 | Марина Игнатенко, Татьяна Зворыкина |
| Ассистенты                | Жанна Серебренникова, А. Борисова, Ксения Молодякова                                                                                         |
| Монтажёр                  | Маргарита Михеева |
| Редактор                  | Елена Михайлова |
| Директор съёмочной группы | Нина Соколова |

## Производство
В 1993 году режиссёр Владимир Тарасов предложил Вячеславу Котёночкину продолжить сериал. Его продюсеры в свою очередь дают идею сделать юбилейную серию. Вячеслав Котёночкин был согласен, однако его сын — Алексей — долго отговаривал отца, указывая на необходимость вставлять чуть ли не в каждый кадр логотип или рекламу спонсоров. Однако время было тяжёлое. Поэтому Вячеслав Котёночкин, посчитав, что работа есть работа, всё-таки взялся за дело и в 1993 году, в честь 25-летия мультсериала, с Владимиром Тарасовым выпустил семнадцатый выпуск в рамках концерта «Волк и Заяц 25 лет вместе!».
Мультфильм создан совместно студиями «Союзмультфильм» и «Студия 13».
Данную серию в основном вёл Вячеслав Котёночкин. Эпизод с танцем «пожилых» Волка и Зайца снимался методом «эклер».
К моменту съёмок мультфильма Анатолия Папанова не было в живых. Поэтому для озвучивания персонажа Волка были использованы записи голоса актёра, сохранившиеся благодаря Маргарите Михеевой — монтажёру всех серий с восьмой по восемнадцатую. Из сценаристов из-за ухода Аркадия Хайта остался лишь Александр Курляндский. Художника-постановщика Светозара Русакова, считавшего тему сериала исчерпанной, заменил Алексей Котёночкин.
По словам Елены Папановой — дочери актёра Анатолия Папанова, за новые выпуски мультфильма от курьера её мать в конце декабря 1992 году, под самый Новый год, получила конверт с гонораром, что было полной неожиданностью для семьи.
При выпуске производились разные редакции, имеющие незначительные графические отличия. К примеру, в одной из них присутствует заключительная надпись «Фильм посвящается памяти Анатолия Дмитриевича Папанова».

## Музыка
- Оркестр симфонической и эстрадной музыки Центрального телевидения и радио под управлением Александра Михайлова — «„Парад-алле“ из кинофильма „Бархатный сезон“» (Мурад Кажлаев);
- Boris Rubaschkin, Bariton — Ein grosser Chor — Das Balalaika-Ensemble F. Puschkin — «Karobuschka» (Volkslied);
- Вячеслав Добрынин и инструментальный ансамбль под управлением Вячеслава Добрынина — «Не сыпь мне соль на рану» (музыка — Вячеслав Добрынин, слова — Симон Осиашвили);
- Kaoma — «Lambada» (Instrumental) (Chico De Oliveira).

Помимо авторских мелодий Владимира Корчагина, в мультфильме звучат аранжированные и исполненные им композиции: «Мурка» (Оскар Строк) и «Авиамарш» (Юлий Хайт).
В эпизоде с титрами звучит неизменная музыкальная композиция «Водные лыжи» Тамаша Деака в исполнении вокального ансамбля «Гармония» и инструментального ансамбля «Деак».